# Dorcadion salonicum
Dorcadion salonicum är en skalbaggsart som beskrevs av Maurice Pic 1916. Dorcadion salonicum ingår i släktet Dorcadion och familjen långhorningar. Inga underarter finns listade i Catalogue of Life.